# Episinus erythrophthalmus
Episinus erythrophthalmus là một loài nhện trong họ Theridiidae.
Loài này thuộc chi Episinus. Episinus erythrophthalmus được Eugène Simon miêu tả năm 1894.